# Theaterhaus Frankfurt
Das Theaterhaus Frankfurt ist eine Spielstätte für Kinder- und Jugendtheater in Frankfurt am Main. Gegründet wurde es 1987 als Freies Theaterhaus gGmbH.

## Geschichte
Das Freie Theaterhaus wurde am 1. März 1991, als Spielstätte und Produktionsort freier Theaterensembles aus Frankfurt am Main, an dem heutigen Standort in der Schützenstraße 12 im Frankfurter Fischerfeldviertel, eröffnet. Intendant ist Gordon Vajen, der die Freies Theaterhaus gGmbH 1987 gründete. Die Gesellschafter waren von 1987 bis 2005 das Klappmaul Theater und das Theater Die Traumtänzer sowie das TheaterGrueneSosse seit 1987 und das Theaterhaus Ensemble seit 2008.
Der Spielplan der ersten 12 Jahre setzte sich aus Kindertheater, Jugendtheater sowie aus Sprech-, Musik und Tanztheater für Erwachsene zusammen.
Das Klappmaul Theater, das 2005 seinen Spielbetrieb einstellte, hat mit den Klappmaul Puppen und selbst entwickeltem Figurentheater den Kindertheaterspielplan des Theaterhauses geprägt. Das TheaterGrueneSosse war hauptsächlich auf Jugendtheater spezialisiert. Neben dem Theater die Traumtänzer, die sowohl Komödien als auch Dramen im Theaterhaus zur Premiere brachten waren das Theater Aaron, das Mutare Musiktheater Ensemble, die Company Vivienne Newport, das Freie Tanztheater Frankfurt, das Ensemble 9. November und viele Frankfurter Künstler regelmäßig mit ihren Stücken im Abendspielplan vertreten.
Zu Festivals und besonderen Gelegenheiten waren Theatergruppen aus dem In- und Ausland zu Gast. Darüber hinaus gab es mit der Abteilung Neue Musik des Hessischen Rundfunks eine Kooperation und die Jazzinitiative Frankfurt veranstaltete ihre Konzertreihe „Jazz Nacht Café“ im Theaterhaus.
Seit 1994 produziert das Theaterhaus eigene Stücke für Kinder- und Jugendliche und im Sommer 2000 wurde das Theaterhaus Ensemble gegründet, das Stücke für diese Zielgruppe auf die Bühne bringt. Seit der Spielzeit 2003 / 2004 konzentriert sich das Theaterhaus mit seinem Angebot ganz auf das Kinder- und Jugendtheater.

## Spielplan
Das Theaterhaus Ensemble, das TheaterGrueneSosse und das Junge Ensemble des TheaterGrueneSosse bestücken hauptsächlich den Spielplan des Theaterhauses Frankfurt. Regelmäßige Gäste sind das Theater La Senty Menti, das Figurentheater Eigentlich und andere Frankfurter Theatergruppen. Während des alljährlichen Internationalen Kinder- und Jugendtheaterfestivals Rhein-Main „Starke Stücke“, zu dessen Gründern das Theaterhaus zählt, zeigen Theater aus verschiedenen Ländern ihre Produktionen.
Auf zwei Bühnen im Theaterhaus mit, je nach Produktion, 80 bis 120 Plätzen und auf der Bühne im Löwenhof im Stadtteil Bornheim finden in jeder Spielzeit ca. 280 Vorstellungen für alle Altersgruppen (ab 1 Jahr) statt. Das Theaterangebot richtet sich an Familien, Kindereinrichtungen und Schulen. Die Stücke werden in der Entstehung theaterpädagogisch begleitet. Zusätzlich zum Theaterbesuch können Kinder und Erwachsene an einem pädagogischen Begleitprogramm teilnehmen.

## Finanzierung
Das Theaterhaus Frankfurt finanziert sich aus Spenden Frankfurter Bürger und Firmen, wesentlich aus Förderungen der Stadt Frankfurt am Main und wurde darüber hinaus vom Bund als Modellprojekt unterstützt.